# Водичківська сільська рада
Водичківська сільська́ ра́да — адміністративно-територіальна одиниця та орган місцевого самоврядування у Хмельницькому районі Хмельницької області. Адміністративний центр — село Водички.

## Загальні відомості
- Територія ради: 28,49 км²
- Населення ради: 739 осіб (станом на 2001 рік)
- Територією ради протікає річка Плоска

## Населені пункти
Сільській раді були підпорядковані населені пункти:
- с. Водички
- с. Климківці

## Склад ради
Рада складалася з 12 депутатів та голови.
- Голова ради: Михайловський Віталій Васильович
- Секретар ради: Філоненко Ніла Антонівна

### Керівний склад попередніх скликань
| Прізвище, ім'я, по батькові      | Основні відомості                                                               | Дата обрання | Дата звільнення |
| -------------------------------- | ------------------------------------------------------------------------------- | ------------ | --------------- |
| Михайловський Віталій Васильович | Сільський голова, 1956 року народження, освіта середня спеціальна               | 26.03.2006   | 31.10.2010      |
| Михайловський Віталій Васильович | Сільський голова, 1956 року народження, освіта середня спеціальна, безпартійний | 31.10.2010   |                 |

Примітка: таблиця складена за даними сайту Верховної Ради України

### Депутати
За результатами місцевих виборів 2010 року депутатами ради стали:

#### За суб'єктами висування
| Суб'єкт висування | Кількість обраних депутатів | %  |
| ----------------- | --------------------------- | -- |
| Самовисування     | 9                           | 75 |
| Народна партія    | 3                           | 25 |

#### За округами
| № округу       | Прізвище, ім'я, по батькові      | Дата визнання обраним | Освіта             | Партійна приналежність                        | Відомості про обраного депутата                       |
| -------------- | -------------------------------- | --------------------- | ------------------ | --------------------------------------------- | ----------------------------------------------------- |
| Народна Партія |                                  |                       |                    |                                               |                                                       |
| 10             | Білик Валентина Францівна        | 01.11.2010            | середня спеціальна | позапартійна                                  | Водичківська сільська бібліотека, завідувач           |
| 11             | Муляр Людмила Павлівна           | 01.11.2010            | середня            | позапартійна                                  | тимчасово не працює                                   |
| 12             | Ярощук Людмила Феофанівна        | 01.11.2010            | середня спеціальна | позапартійна                                  | Климковецький фельдшерський пункт, завідувач          |
| Самовисування  |                                  |                       |                    |                                               |                                                       |
| 1              | Гуцул Тетяна Миколаївна          | 01.11.2010            | середня спеціальна | позапартійна                                  | Водичківський фельдшерський пункт, завідувач          |
| 2              | Форись Борис Володимирович       | 01.11.2010            | середня            | позапартійний                                 | тимчасово не працює                                   |
| 3              | Крушинський Володимир Васильович | 01.11.2010            | середня            | позапартійний                                 | тимчасово не працює                                   |
| 4              | Філоненко Ніла Антонівна         | 01.11.2010            | вища               | позапартійна                                  | Водичківська сільська рада, секретар                  |
| 5              | Вишневська Софія Казимирівна     | 01.11.2010            | вища               | позапартійна                                  | Водичківська сільська рада, бухгалтер                 |
| 6              | Муха Володимир Валерійович       | 01.11.2010            | середня            | член Всеукраїнського об'єднання «Батьківщина» | тимчасово не працює                                   |
| 7              | Дмитрук Анатолій Іванович        | 01.11.2010            | середня            | позапартійний                                 | тимчасово не працює                                   |
| 8              | Лопатнюк Альберт Володимирович   | 01.11.2010            | вища               | позапартійний                                 | Водичківська загальноосвітня школа, оператор котельні |
| 9              | Хитрий Віктор Михайлович         | 01.11.2010            | середня            | позапартійний                                 | Водичківська загальноосвітня школа, оператор котельні |